# Abdi Waiss Mouhyadin
Abdi Waiss Mouhyadin (* 3. Juli 1996 in Dschibuti) ist ein dschibutischer Leichtathlet, der sich auf den 1500-Meter-Lauf spezialisiert hat.

## Sportliche Laufbahn
Abdi Waiss Mouhyadin tritt seit 2014 in Wettkämpfen im 1500-Meter-Lauf an. Damals siegte er im April bei den Arabischen Juniorenmeisterschaften. Im Juli nahm er an den U20-Weltmeisterschaften in Eugene teil, bei denen er mit einer Zeit von 3:41,38 min die Silbermedaille gewinnen konnte. Anschließend startete er auch bei den Afrikameisterschaften in Marrakesch, bei denen er nach dem Vorlauf ausschied. 2015 steigerte er im Juni seine Bestzeit auf 3:36,09 min und konnte im August bei den Weltmeisterschaften in Peking an den Start gehen. Dabei zog er in das Halbfinale ein, in dem er als Zehnter seines Laufes ausschied. Im September gewann er bei den Afrikaspielen in Brazzaville die Silbermedaille. 2016 stellte Mouhyadin im Mai beim Diamond-League-Meeting mit 3:34,55 min seine persönliche Bestleistung auf. Im August nahm er an den Olympischen Sommerspielen in Rio de Janeiro teil, wobei er während der Eröffnungsfeier der Fahnenträger seines Heimatlandes war. Die Spiele waren anschließend wenig erfolgreich für ihn, nachdem er während des Vorlaufs sein Rennen abbrechen musste.
Während der nächsten zwei Saisons kam Mouhyadin nicht in die Nähe seiner Bestleistungen aus den Jahren zuvor. Erst 2016 gelang es ihm wieder in diese Bereiche vorzudringen. In Rabat trat er im August zum zweiten Mal bei Afrikaspielen an. Nach der Silbermedaille 2015, verpasste er diesmal als Siebter seines Laufes den Finaleinzug. Anfang Oktober trat er im Vorlauf bei den Weltmeisterschaften in Doha an, wobei er mit 3:38,79 min den Einzug in das Halbfinale verpasste. Seine nächsten internationalen Meisterschaften, bestritt er erst wieder 2023, als er bei den Arabischen Leichtathletikmeisterschaften an den Start ging, im Halbmarathon siegte und über 10.000 Meter Silber gewann. 2024 verbesserte er sich auf eine Zeit von 13:02,38 min über 5000 Meter. Ende Juni trat er bei den Afrikameisterschaften in Kamerun an. Dort konnte er im 5000-Meter-Lauf die Bronzemedaille gewinnen.
Am 9. März 2025 gewann er mit einer Zeit von 59:44 min den Lissabon-Halbmarathon.

## Wichtige Wettbewerbe
| Jahr                  | Veranstaltung           | Ort                   | Platz                 | Disziplin             | Zeit                  |
| Startet für Dschibuti | Startet für Dschibuti   | Startet für Dschibuti | Startet für Dschibuti | Startet für Dschibuti | Startet für Dschibuti |
| --------------------- | ----------------------- | --------------------- | --------------------- | --------------------- | --------------------- |
| 2014                  | U20-Weltmeisterschaften | Eugene                | 2.                    | 1500 m                | 3:41,38 min           |
| 2014                  | Afrikameisterschaften   | Marrakesch            | 17.                   | 1500 m                | 3:57,99 min           |
| 2015                  | Weltmeisterschaften     | Peking                | 23.                   | 1500 m                | 3:46,82 min           |
| 2015                  | Afrikaspiele            | Brazzaville           | 2.                    | 1500 m                | 3:45,98 min           |
| 2016                  | Olympische Sommerspiele | Rio de Janeiro        |                       | 1500 m                | DNF                   |
| 2019                  | Afrikaspiele            | Rabat                 | 16.                   | 1500 m                | 3:44,98 min           |
| 2019                  | Weltmeisterschaften     | Doha                  | 30.                   | 1500 m                | 3:38,79 min           |
| 2024                  | Afrikameisterschaften   | Douala                | 3.                    | 5000 m                | 13:43,20 min          |

## Persönliche Bestleistungen
Freiluft
- 1500 m: 3:34,55 min, 6. Mai 2016, Doha
- 5000 m: 13:02,38 min, 19. Juni 2024, Bordeaux
- 10.000 m: 30:26,04 min, 20. Juni 2023, Marrakesch

Straße
- 5-km-Lauf: 13:38 min, 5. April 2024, Paris
- Halbmarathon: 59:44 min, 9. März 2025 in Lissabon

Halle
- 1500 m: 3:41,64 min, 13. Februar 2018, Sabadell
- 3000 m: 8:01,27 min, 17. Februar 2016, Stockholm